# 李家裕二

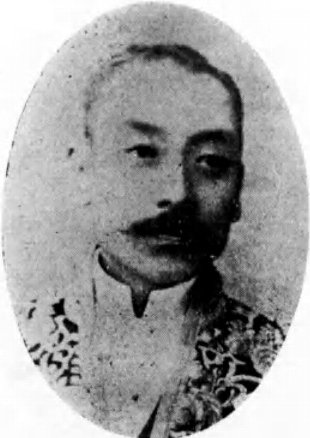
李家裕二

李家 裕二（りのいえ ゆうじ、1859年10月20日（安政6年9月25日）- 1901年（明治34年）4月29日）は、日本の内務官僚。三重県知事（官選第7代）、徳島県知事（官選第15代）、内務省神社局長（初代）。旧名・左馬之助。

## 経歴
長門国阿武郡萩江向村（現山口県萩市）で、長州藩士の家に生まれる。
東京英語学校、東京大学予備門を経て、1884年7月、東京大学文学部政治学及理財学科を卒業した。
1884年7月17日、内務省に入省し同省御用掛に就任。1886年3月、内務属となり、県治局郡区課勤務となる。1887年11月、内務書記官に昇格。長野県書記官を経て、1898年7月、三重県知事に就任。1899年2月、徳島県知事に転任。1900年4月、初代の内務省神社局長に転じた。1901年4月17日、依願免本官となり退官した。

## 官歴
- 1887年（明治20年）11月11日 - 内務書記官（奏任官五等） 任官[7]、上級奉俸下賜[8]。
- 長野県書記官 任官
- 1895年（明治28年）4月12日 - 長野県参事会員 任命[9]
- 1898年（明治31年）7月16日 - 三重県知事 任官
- 1899年（明治32年）2月21日 - 三重県知事 免官、徳島県知事 任官
- 1900年（明治33年）4月27日 - 徳島県知事 免官、内務省神社局長 任官
  - 5月9日 - 神職試験委員 任命[10]
  - 7月9日 - 古社寺保存会委員 仰付。三重県、奈良県、京都府へ出張を命ぜられる[11]。
- 1901年（明治34年）4月17日 - 内務省神社局長 免官

## 栄典
- 1891年（明治24年）12月22日 - 従七位[12]
- 1893年（明治26年）9月30日 - 正七位[13]
- 1895年（明治28年）12月10日 - 従六位[14]
- 1897年（明治30年）12月24日 - 正六位[15]
- 1898年（明治31年）8月4日 - 正五位[16]
- 1901年（明治34年）7月20日 - 従四位[17]